# Crângași (stație de metrou)
Crângași este o stație de metrou din București, situată în cartierul cu același nume, la intersecția cu Bulevardul Constructorilor și în apropierea Pieței Crângași. Aici se poate face legătura cu linia de metrou ușor 41, una din căile de acces către cartierul Drumul Taberei, care beneficiază de metrou.
Stația a fost construită prin săpături acoperite (engleză top-down) și a fost finisată cu marmură albă de Rușchița și roșie de Moneasa, cărămidă aparentă și inserții de travertin, după planurile arhitectei Georgeta Gabrea.
Îmbarcarea călătorilor se face printr-o platformă insulă (liniile având deci peronul pe stânga), stația având și o linie de garare cu un peron lateral, care era prevăzută inițial pentru conexiunea cu magistrala III (linie diferită de actuala linie M3, ce a suferit de-a lungul timpului mai multe schimbări, inițial fiind o linie circulară între zona Morarilor și zona Dudești trecând prin Obor, Gara de Nord, Piața Sudului și Leontin Sălăjan, apoi Gara de Nord cu Platforma Granitul). Stația avea la deschidere 2 ieșiri cu scări fixe, de o parte și de alta a șoselei Ciurel (actuală Virtuții), ulterior fiind realizate ieșiri directe către peroanele liniei de metrou ușor, precum și un lift pentru persoanele cu handicap.
În PMUD (Planul de Mobilitate Urbana Durabilă) este menționată o nouă linie de metrou, M8, care ar urma să lege cartierele Crângași și Dristor prin sudul orașului. Aceasta seamănă cu partea sudică a fostei magistrale III, însă construcția este considerată prohibitivă datorită distanței mari ce trebuie acoperită, fiind amânată pentru perioada de după 2030.:292